# Phrynidius singularis
Phrynidius singularis är en skalbaggsart som beskrevs av Bates 1880. Phrynidius singularis ingår i släktet Phrynidius och familjen långhorningar.
Artens utbredningsområde är:
- Guatemala.
- Honduras.

Inga underarter finns listade i Catalogue of Life.